# Bulevar de Bakú
El Bulevar de Bakú (en azerí: Dənizkənarı Milli Park, también conocido como paseo marítimo de Bakú o Parque Nacional) es un paseo inaugurado en 1909 que recorre la costa de Bakú, la capital de Azerbaiyán. Su historia se remonta más de cien años, hasta la época en la que los magnates del petróleo de Bakú construyeron sus mansiones a lo largo de la costa del mar Caspio y en la que se construyó el paseo marítimo ganando tierras al mar centímetro a centímetro.

## Ubicación
El parque se extiende a lo largo de una bahía del mar Caspio que da hacia el sur. Tradicionalmente empieza en la plaza Azadlıq y se dirige hacia el oeste hasta la Ciudad Vieja y más allá. Desde 2012, el Yeni Bulvar («nuevo bulevar») prácticamente ha doblado su longitud hasta los 3.75 km, extendiendo el paseo hasta la plaza de la Bandera Nacional. En 2015, el Bulevar de la Ciudad Blanca añadió otros 2 km al este de la plaza Azadlıq y se ha sugerido que eventualmente la longitud del bulevar podría alcanzar los 26 km.

## Historia

### Imperio Ruso y República Democrática de Azerbaiyán

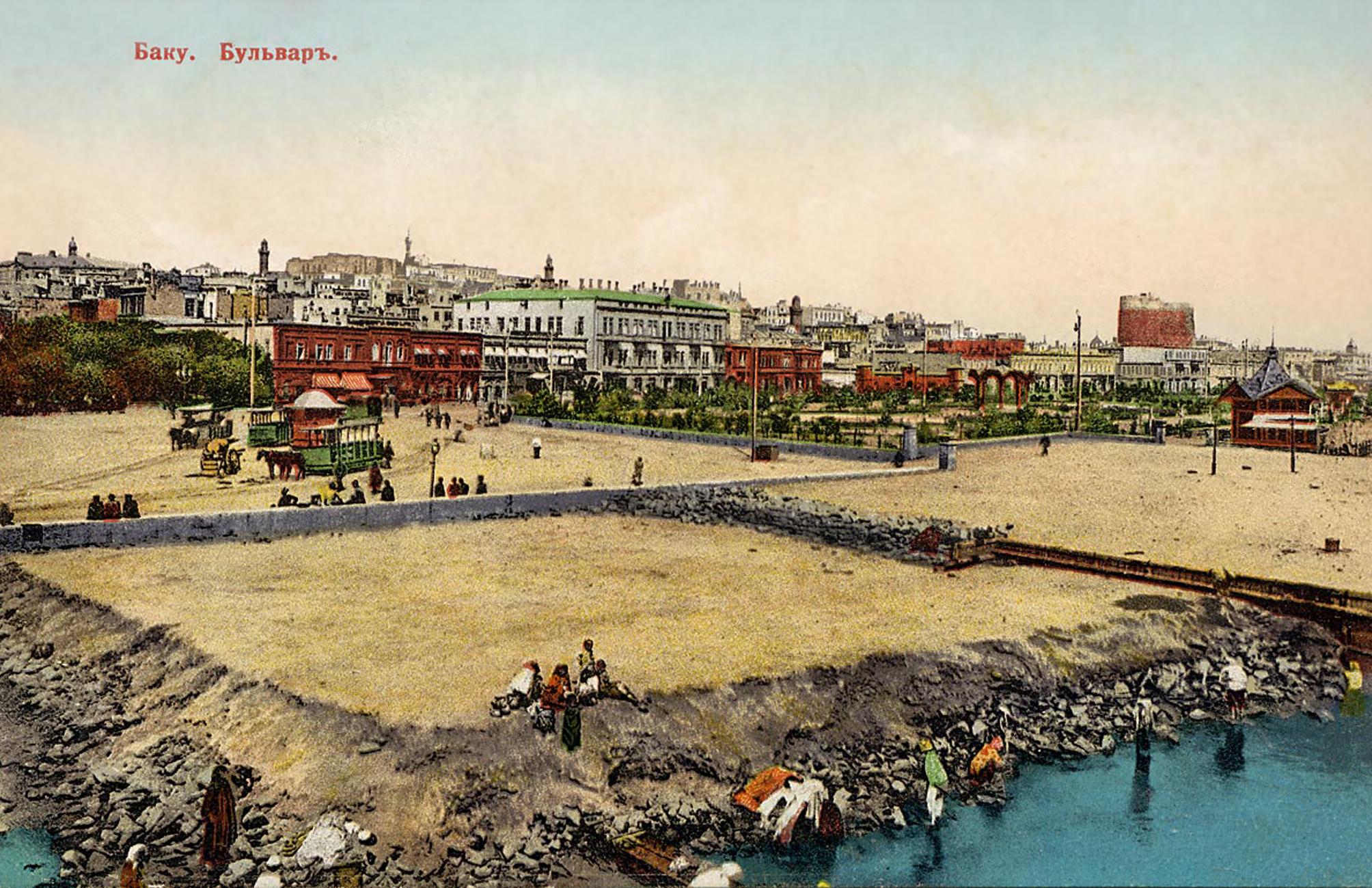
El bulevar de Bakú a principios del siglo xx.

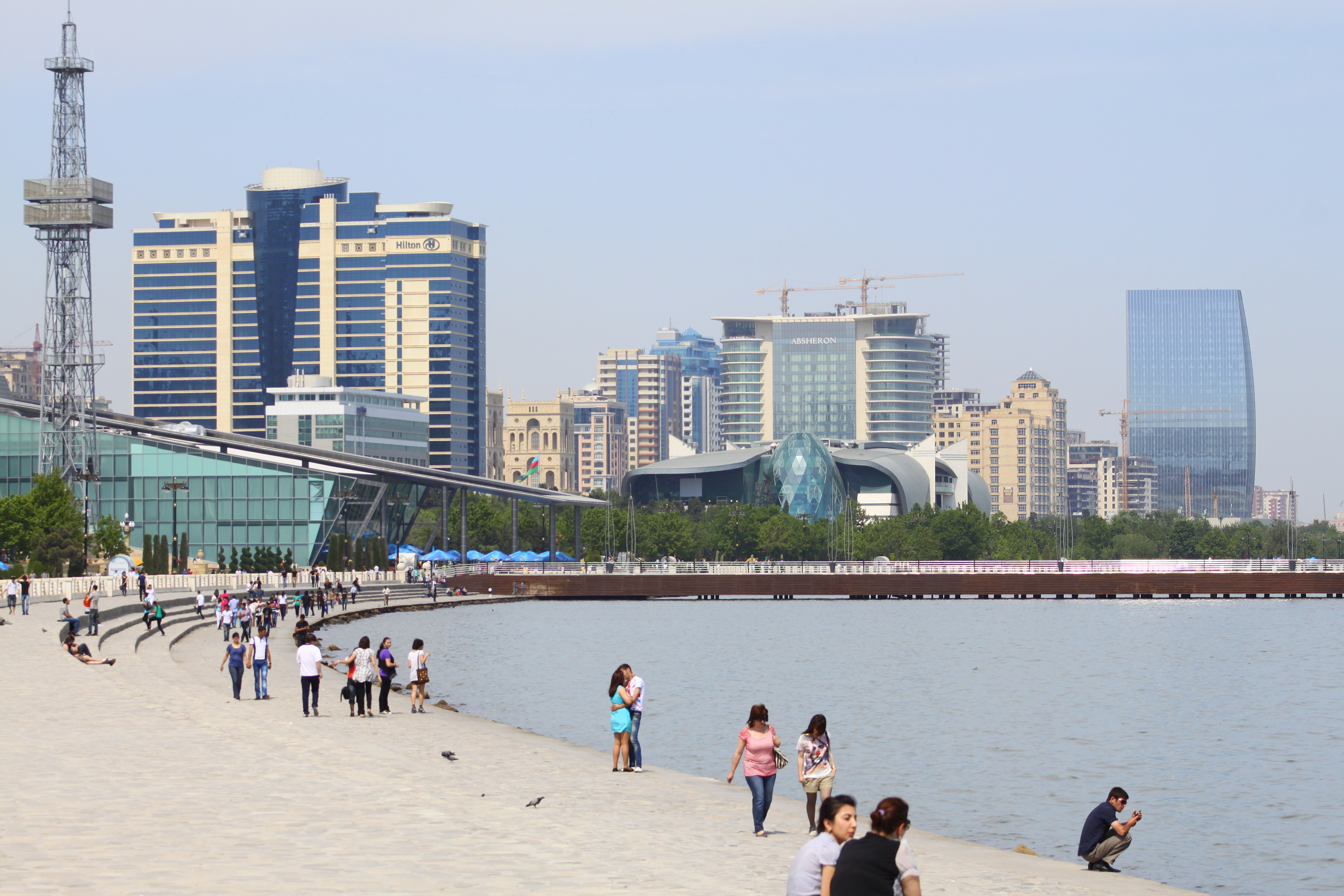
El bulevar de Bakú en la actualidad.

El bulevar fue creado para conectar Bakú con los campos de petróleo de Bibiheybət, como parte de los proyectos de desarrollo urbano de la Comisión Horticultural Municipal. En el año 1900, la Comisión Horticultural Municipal decidió plantar árboles y arbustos a lo largo del paseo marítimo. Kazimierz Skurewicz, un ingeniero polaco, diseñó un terraplén de veinte metros de anchura, usando una vegetación capaz de sobrevivir al clima extremadamente cálido, seco y borrascoso de Bakú.
En 1909, Mammad Hassan Hajinski, director del Departamento Municipal de Construcción de Bakú, mejoró el parque gastando 60 000 rublos después de que la Duma aprobara su resolución. El parque pretendía acomodarse a la continua expansión de la ciudad hacia el norte, proporcionando oportunidades de descanso y ocio para la nueva clase media y un escape de la rápida marginalización del centro de la ciudad para los que se quedaron atrás. Para seleccionar el mejor diseño del bulevar, Hajinski organizó un concurso entre los arquitectos de Bakú. Sin embargo, debido a que la mayoría de los treinta arquitectos de la ciudad estaban muy ocupados diseñando mansiones para los magnates del petróleo, solo tres presentaron proyectos para el bulevar. El diseño ganador se titulaba Zvezda («estrella») y contemplaba un balneario, un lujoso restaurante y una docena de pabellones. El diseño especificaba que las aguas residuales se recogerían en un colector separado en lugar de ser vertidas directamente al mar Caspio como sucede en la actualidad. Las obras se completaron en 1911.
Hasta principios del siglo xx, la avenida tenía mansiones a un lado y el mar al otro lado y no había árboles. Por ello se importaron toneladas y toneladas de tierra fértil para mejorar la calidad del suelo. El alcalde de Bakú, R. R. Hoven, apoyado por los industriales más ricos de la ciudad, aprobó un decreto en la década de 1880 que obligaba a todos los barcos procedentes de Irán que entraran en los puertos de Bakú a traer tierra fértil con ellos. En realidad, esto era una especie de «impuesto» establecido por el derecho a usar el puerto y cargar petróleo. En un periodo muy corto de tiempo, se depositó suficiente tierra para desarrollar los parques que en la actualidad caracterizan el paseo marítimo de la ciudad. En el nuevo balneario, los visitantes podían nadar mientras visitaban el bulevar. Este balneario cerró a finales de la década de 1950 debido al mal mantenimiento y a la contaminación del agua de la bahía. El bulevar mejorado se extendía desde el actual SOCAR Circle hasta el lujoso cine, restaurante y casino llamado Phenomenon, diseñado por el arquitecto polaco Józef Plośko en 1912.

### Época soviética

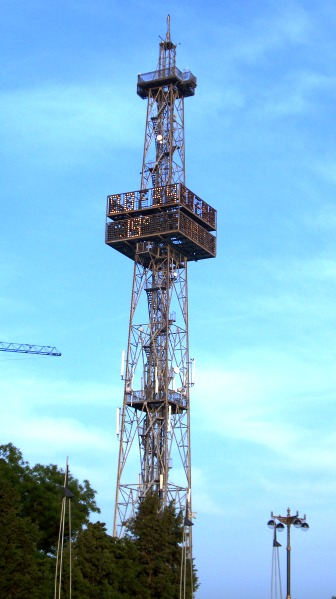
La torre de paracaidistas.

Durante la época soviética, el casino se transformó en un teatro de títeres, una función que todavía tiene. Posteriormente, el bulevar se amplió hasta el Puerto Comercial Marítimo Internacional de Bakú. En 1936 se construyó una torre de paracaidistas, que se usó para actividades extremas. Sin embargo, la torre dejó de funcionar en la década de 1960 después de un accidente fatal, que hizo que se prohibiera tirarse en paracaídas desde la torre. En la actualidad, la torre es considerada uno de los monumentos del bulevar.
El bulevar se desarrolló adicionalmente en las décadas de 1950 y 1960 con la construcción de las cafeterías Bahar y Mirvari, de un cine de verano y de otras atracciones recreativas. En 1970, el bulevar se amplió tanto al este como al oeste. En la década de 1980, el paseo sufrió de mala gestión y se descuidó su mantenimiento. La situación se deterioró aún más porque el nivel del mar empezó a subir tanto que muchos de los árboles y arbustos del parque empezaron a morir debido a la salinidad del agua. En la actualidad, el nivel del mar Caspio está bajando de nuevo.

### Tras la independencia
En 1999, el bulevar fue declarado parque nacional por Heydar Alíyev, el entonces presidente de Azerbaiyán. Este estatus ayudó a mitigar las preocupaciones ambientales como la limpieza de la contaminación causada por los campos de petróleo en el mar Caspio. Hasta 2009, había veintiocho atracciones en el bulevar. Sin embargo, por motivos de seguridad, las antiguas atracciones fueron sustituidas por nuevos carruseles y otras atracciones procedentes de Italia y Alemania.
En 2008 se reconstruyó la torre de paracaidistas y esta empezó a mostrar la velocidad del viento, la hora, la fecha y la temperatura del aire y del mar. Actualmente el bulevar contiene un parque de atracciones, un club náutico, una fuente musical y varias estatuas y monumentos. El parque es popular para los paseantes de perros y los corredores, así como para los turistas, al estar al lado del recientemente construido Centro Internacional del Mugam y de la fuente musical. El bulevar celebró su centenario en 2009.

## Lugares de interés

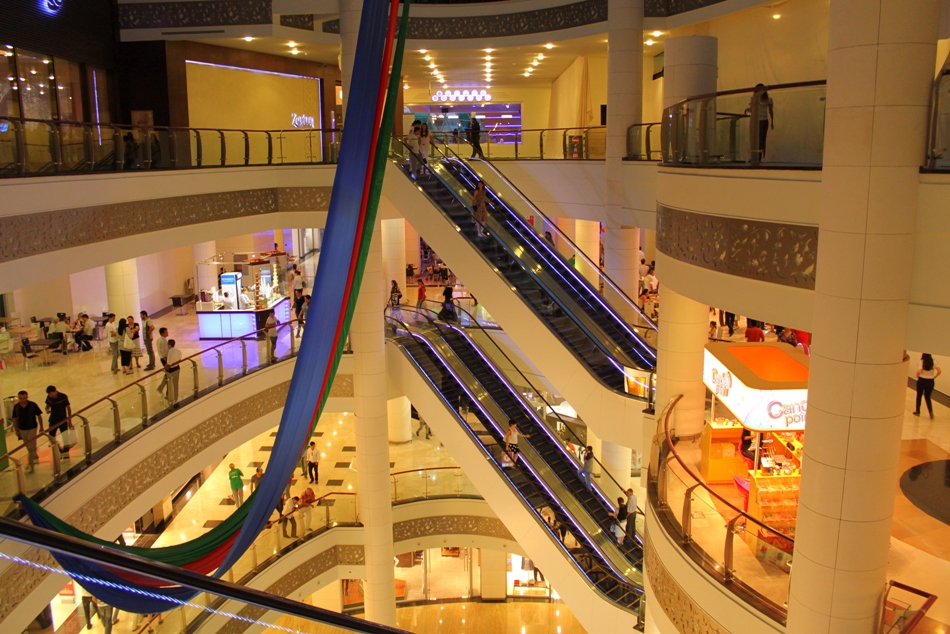
Interior del centro comercial Park Bulvar.

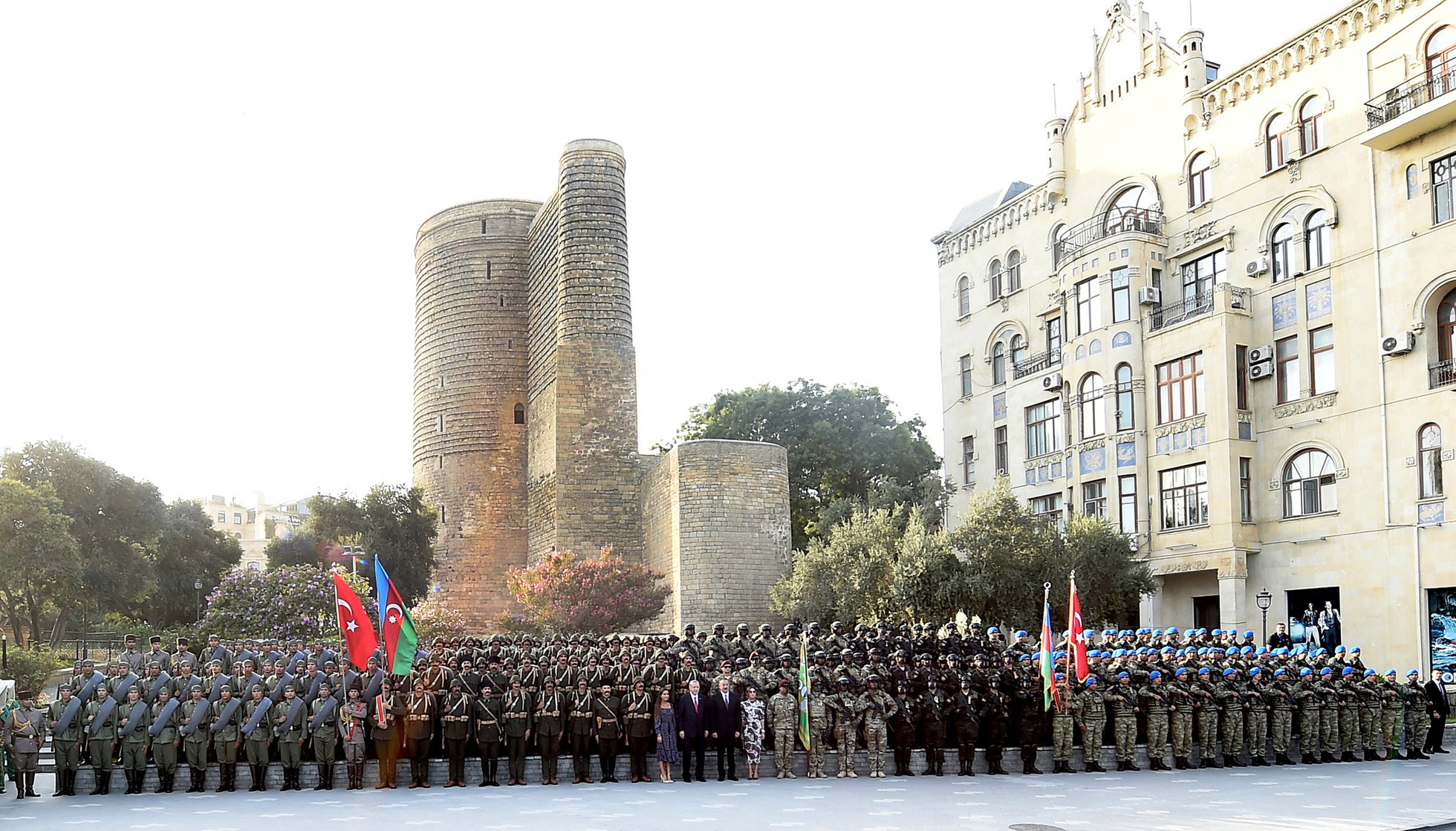
Los presidentes de Azerbaiyán y Turquía, Ilham Aliyev y Recep Tayyip Erdoğan, posando junto con soldados en el bulevar en 2018.

En 2010 se inauguraron en este paseo el centro comercial Park Bulvar, el Baku Business Centre y un cine 5D como parte de la política de regeneración del Gobierno para fomentar el comercio y el ocio en Bakú. En 2012, tras la victoria de Azerbaiyán en el Festival de Eurovisión de 2011, el bulevar se extendió hacia el barrio de Bayil, donde se inauguró la plaza de la Bandera Nacional. Reconocida por el Libro Guinness de los récords como la más alta del mundo, esta bandera ondea sobre un mástil de 162 metros de altura y tiene unas dimensiones de 70 por 35 metros. Junto a ella se encuentra el Baku Crystal Hall, donde se celebró el Festival de Eurovisión de 2012.
En 2014 se inauguró en la nueva sección del bulevar la Noria de Bakú, de 60 metros de altura. En ese mismo año, se construyó el nuevo edificio del Museo de la Alfombra de Azerbaiyán en el bulevar. En 2015 se inauguraron el Museo de la Crónica de Piedra, el Museo de Pintura Azerí de los Siglos xx y xxi y el Centro de Arte Contemporáneo Yarat. También en 2015 se celebraron las ceremonias de inauguración del Palacio de Deportes Acuáticos y del Bulevar de la Ciudad Blanca. En 2016 se inauguró el primer cine al aire libre de Bakú en la nueva sección del bulevar.

## Oficina del Bulevar Costero
La Oficina del Bulevar Costero fue creada por el Gabinete de Ministros de acuerdo con el decreto del presidente de Azerbaiyán del 10 de enero de 2008 con el objetivo de restaurar el paisaje natural del bulevar, mantener su aspecto histórico, desarrollar la rica flora de la zona, proteger el bulevar y asegurar la realización de eventos sociales y culturales. Desde enero de 2016 el presidente de la Oficina del Bulevar Costero es Ilgar Mustafayev.

## Historia social
El paseo es a menudo escenario de reuniones públicas, eventos culturales, celebraciones, ceremonias, desfiles y conciertos; recientemente se ha convertido en el lugar de celebración de los festejos de Año Nuevo de la ciudad.